# Cordillera Heritage
La cordillera Heritage es una cadena montañosa importante, de 160 km de largo y 48 km de ancho, situada al sur del glaciar Minnesota y que forma la mitad sur de las montañas Ellsworth en la Antártida. La cadena es compleja, consiste en crestas y picos dispersos de altura moderada, escarpes, colinas y nunataks, con las diversas unidades de relieve intercaladas entre numerosos glaciares intermedios.<
La parte norte de la cordillera fue avistada probablemente por primera vez por Lincoln Ellsworth en el curso de su vuelo transantártico del 23 de noviembre de 1935. El 14 de diciembre de 1959, parte Sur fue avistada por primera vez en un vuelo de reconocimiento desde la Base Byrd, efectuado por Edward C. Thiel, JC Craddock y ES Robinson. El equipo aterrizó en un glaciar en Pipe Peak, en la parte noroeste de la cordillera, el 26 de diciembre.

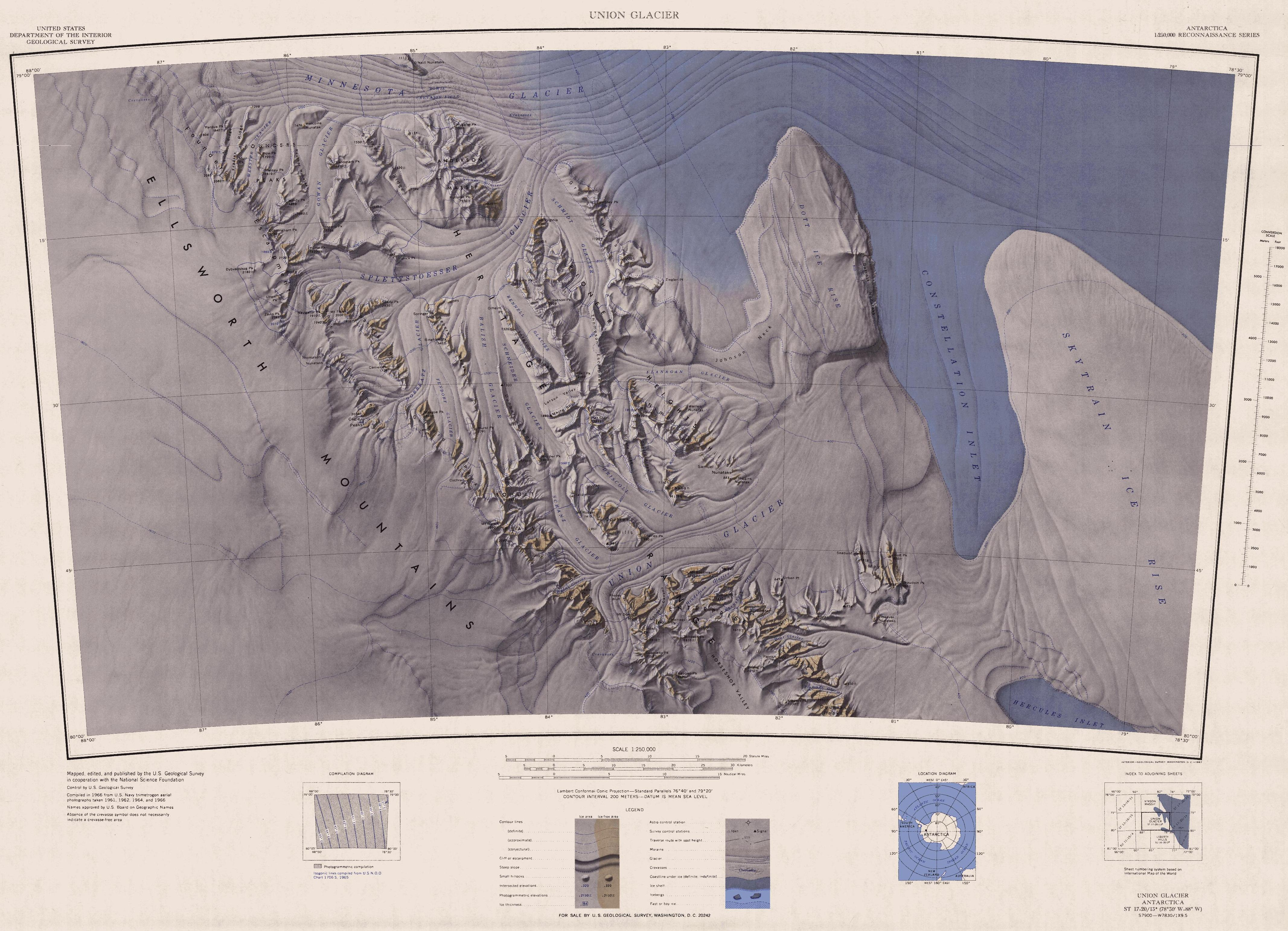
Mapa de la cordillera Heritage del Norte

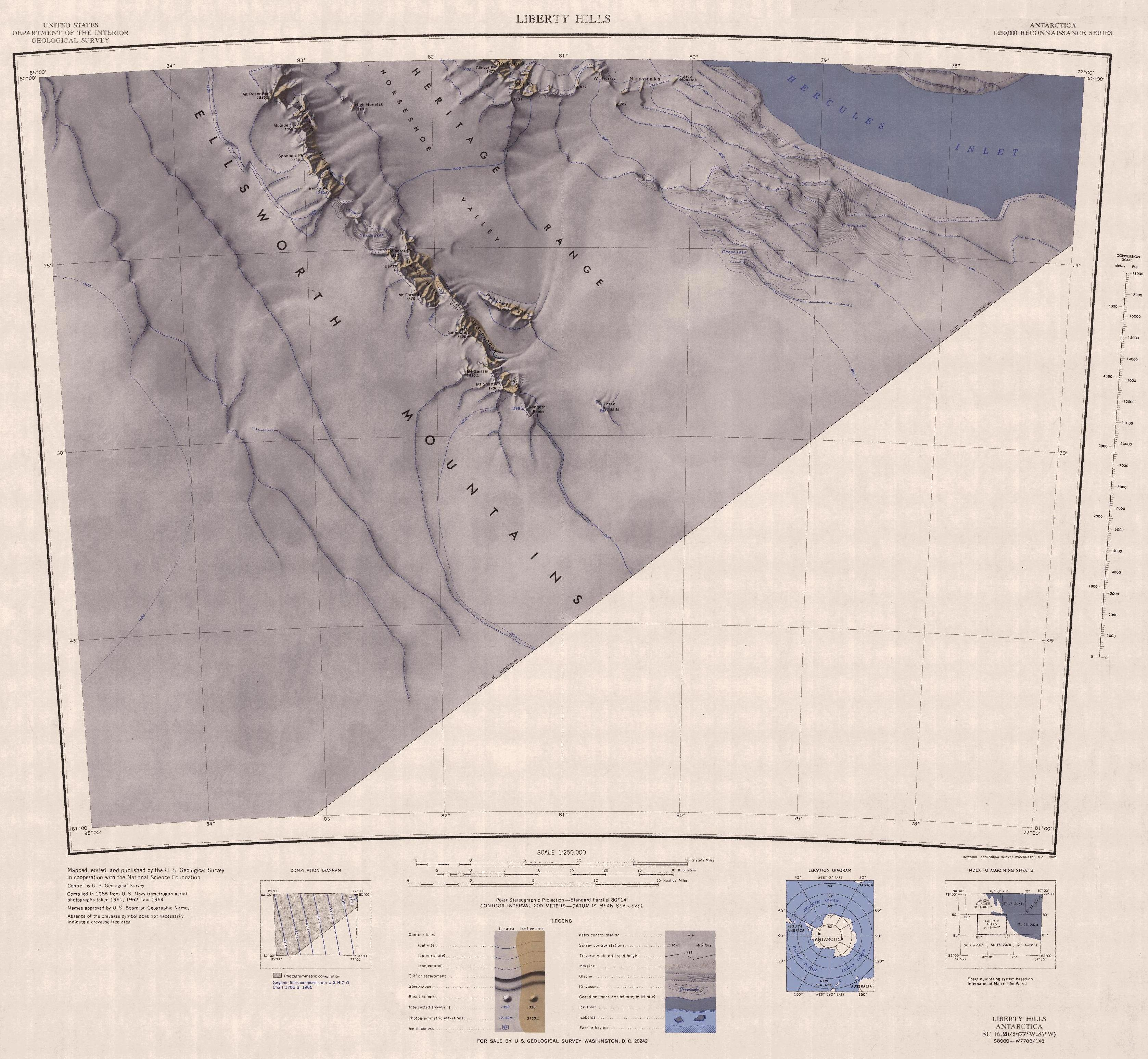
Mapa de la cordillera Heritage del Sur

Durante las temporadas 1962–63 y 1963–64, las expediciones de la Universidad de Minnesota realizaron estudios geológicos y cartográficos de la cadena. Toda la cordillera fue cartografiada por el USGS a partir de fotografías aéreas tomadas por la Marina de los Estados Unidos, 1961–66.
La cadena Heritage fue llamada así por US-ACAN porque las unidades topográficas dentro de la cordillera han recibido nombres relacionados con el tema de la herencia estadounidense.

## Mapas
- Union Glacier. Union Glacier. Escala 1: 250 000 mapa topográfico. Reston, Virginia: US Geological Survey, 1966.
- Liberty Hills. Liberty Hills. Escala 1: 250 000 mapa topográfico. Reston, Virginia: US Geological Survey, 1966.
- Antarctic Digital Database (ADD). Base de datos digital antártica (ADD). Escala 1: 250000 mapa topográfico de la Antártida. Comité científico de investigación antártica (SCAR). Se actualiza regularmente desde 1993,

## Divisiones
| - Macizo Anderson - Picos Douglas - Cadena Dunbar - Colinas Edson - Colinas Enterprise | - Picos de los Fundadores - Cadena Frazier - Picos Gifford - Colinas de la Independencia - Cerros de la Libertad (Antártida) | - Colinas Meyer - Cumbres Pionero - Picos Soholt - Colinas Watlack - Picos Webers |